# Sistema de clasificación de contenido de Finlandia (1946-2012)

Logo

La Clasificación Cinematográfica de Finlandia (en finés: Valtion elokuvatarkastamo; en sueco: Statens filmgranskningsbyrå) fue una institución oficial del Ministerio de Educación de Finlandia. Desde 1946 hasta finales del año 2011, el VET/SFB fue responsable de inspeccionar y valorar el contenido de películas y videojuegos. A principios de 2012, la FP/SFB se disolvió y sus funciones se transfirieron al Centro Finlandés de Educación y Medios Audiovisuales (en finés: Mediakasvatus- ja kuvaohjelmakeskus o MEKU; en sueco: Centralen för mediefostran och bildprogram), que también opera bajo el Ministerio de Educación.

## Alcance

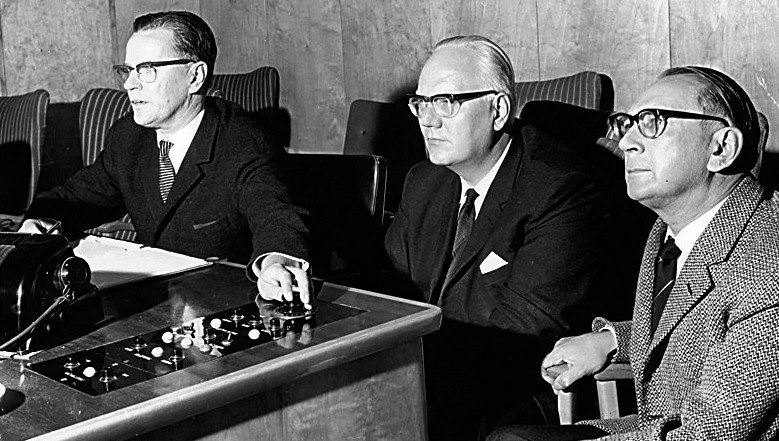
Tres censores en el trabajo en 1963: Erkki Nuorvala (a la izquierda), Ola Wickstrom y Paavo Tuomari.

Sólo el material destinado a ser accesible para menores (aquellos menores de 18 años) estaba sujeto a inspección obligatoria antes de ser liberado al público. Una notificación adecuada era generalmente suficiente para el material para adultos, pero la junta tiene el derecho de inspeccionar cualquier material sospechoso de violar leyes o material. Hasta 2001, la EFP también inspeccionó material destinado al público adulto y podría impedir su publicación en Finlandia si la junta lo consideraba extremadamente violento.
Los distribuidores y productores podrían apelar contra las decisiones de VET/SFB ante la Junta de Apelación designada por el gobierno. Desde 2003, Finlandia ha participado en el sistema paneuropeo PEGI para la clasificación de juegos interactivos.

## Clasificaciones por edad
La Clasificación Cinematográfica de Finlandia disponían de un sistema de clasificación de películas en virtud del cual las películas se clasificaban en una de las siguientes categorías:
- S – Para todas las edades
- K-7 – Para personas de 7 años o más. Los menores de 7 años requieren la orientación de los padres para la admisión en la película.
- K-12[2] – Para personas de 12 años o más. Los menores de 12 años requieren la orientación de los padres para la admisión en la película.
- K-16[2] – Para personas de 16 años o más. Los menores de 16 años requieren la orientación de los padres para la admisión en la película.
- K-18[2] – Solo para adultos mayores de 18 años. No se admiten menores de edad. Puede contener un lenguaje muy grosero (aunque el lenguaje no puede utilizarse como justificación para la clasificación por edad), contenido sexual explícito, violencia gráfica extrema (con o sin modales sádicos) violencia sexual, pornografía, referencias explícitas de drogas y/o uso explícito de drogas que se considera inadecuado para niños menores de 18 años. Todos los cines en Finlandia están legalmente obligados a comprobar la identidad de cualquier mecenas que desee ver una película con clasificación K-18 y el cine prohíbe estrictamente a las personas menores de 18 años ver películas K-18.
- KK – Prohibido la distribución comercial. Hubo varios motivos en los que una película podría ser prohibida en 1966-2001: 1. violación de los buenos modales, 2. inmoralidad, 3. desmoralización, 4. perjudicial para la salud mental, 5. perjudicial para la paz o la seguridad públicas o para la defensa nacional, 6. empeoramiento de las relaciones de Finlandia con las potencias extranjeras.[3]

A una persona como máximo dos años más joven (actualmente tres años) que la calificación dada se le permitió ver una película en una sala de cine cuando se acompaña de un adulto, excepto para las películas clasificadas 18 que estaban (y todavía están) fuera de los límites para cualquier persona menor de 18 años (incluso si se acompaña con un adulto)